# Acol (Kent)
Acol – wieś i civil parish w Anglii, w Kent, w dystrykcie Thanet. W 2011 civil parish liczyła 295 mieszkańców.